# Casale sul Sile
Casale sul Sile ist eine norditalienische Gemeinde (comune) mit 13.101 Einwohnern (Stand 31. Dezember 2023) in der Provinz Treviso in Venetien.
Die Gemeinde liegt direkt am Sile etwa 9 Kilometer südöstlich von Treviso und 17 Kilometer nördlich von Venedig. Casale sul Sile grenzt direkt an die Provinz Venedig.
Der Ort wurde 1101 erstmals in einem Dokument urkundlich als Casale Silerii erwähnt.

## Persönlichkeiten
- Cesare De Piccoli (* 1946), Politiker (MdEP)

## Verkehr
Die Gemeinde liegt im spitzen Winkel zwischen den Autostrade A4 (Turin-Triest) und A27 (Belluno-Mestre).

## Einzelnachweise

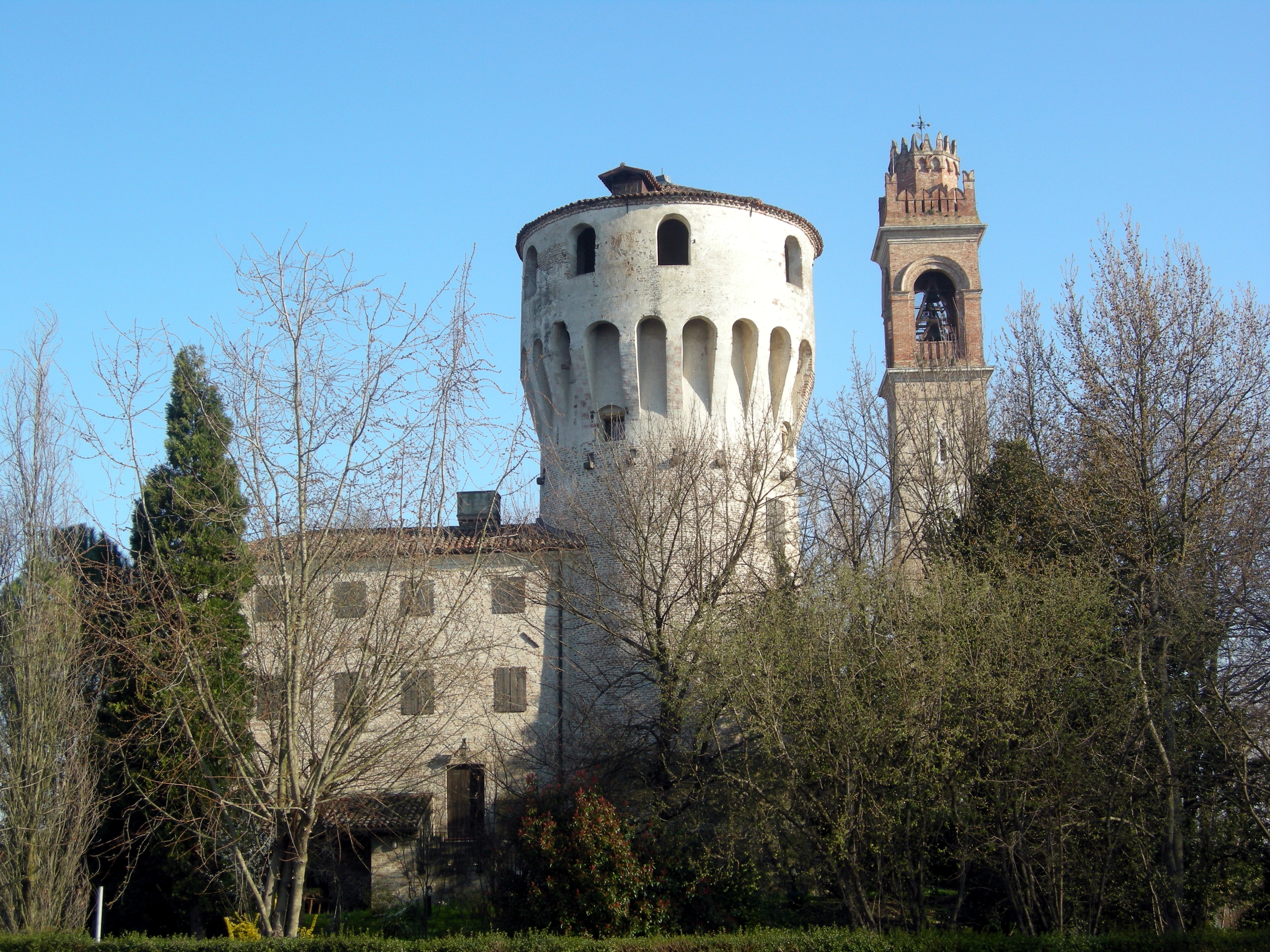
Casale sul Sile, Turm des Kastells (vorne)